# Molophilus tillyardi
Molophilus tillyardi là một loài ruồi trong họ Limoniidae. Chúng phân bố ở miền Australasia.